# SN 2002it
SN 2002it – supernowa nieznanego typu odkryta 30 października 2002 roku w galaktyce A014434+0051. W momencie odkrycia miała maksymalną jasność 21,90m.